# Christian Ludwig Paalzow
Christian Ludwig Paalzow (* 1753 in Osterburg (Altmark); † 20. Mai 1824 in Marienwerder) war ein deutscher Verwaltungsjurist und Fachschriftsteller.

## Leben
Paalzows Lebensweg ist weitgehend unbekannt. Er studierte Rechtswissenschaften an der Universität Halle und trat als Jurist in den Staatsdienst ein. Er wurde 1787 Kriminalrat am Kammergericht Berlin. Von dort kam er nach Marienwerder. Dort war er ab 1798 Kriegs- und Domänenrat. Später erhielt er eine Stelle als Justitiar und Kammerfiskal.
Paalzow war außerdem ein fruchtbarer Schriftsteller. Seine ersten größeren Veröffentlichungen waren Übersetzungen aus dem Französischen, so unter anderem von Paul Henri Thiry d’Holbach. Später trat er auch mit eigenen Werken in Erscheinung. In seinen späteren Wirkungsjahren fiel er durch antisemitische Äußerungen auf. 

## Werke (Auswahl)
- (Übers.): Alexandre Jérôme Loyseau de Mauléon: Berühmte Rechts-Händel bey verschiedenen Parlamentern in Frankreich, aus dem Franz. mit Anmerkungen, 5 Bände, Lange, Berlin 1777–1780.
- Merkwürdige Rechtsfälle verhandelt bey verschiedenen Tribunalen besonders in Frankreich, Gebauer, Halle 1789.
- (Übers.): Paul Henri Thiry d’Holbach: Geschichte der menschlichen Ausartung und Verschlimmerung durch das gesellschaftliche Leben, Privilegierte Verlagsanstalt, Altona 1795.
- Die Juden. Nebst einigen Bemerkungen über das Sendschreiben an Herrn Oberconsistorialrath und Probst Teller zu Berlin von einigen Hausvätern jüdischer Religion und die darauf erfolgte Tellersche Antwort, Schöne, Berlin 1799.
- (Übers.): John Trenchard: Philosophische Geschichte des Aberglaubens, 2. Aufl. Vollmer, Mainz 1800.
- Der Jude und der Christ: Eine Unterhaltung auf dem Postwagen, Schmidt, Berlin 1803.
- Ueber das Bürgerrecht der Juden, Schmidt, Leipzig 1804.
- Kommentar über die Criminal-Ordnung für die preussischen Staaten, 2 Bände, Schöne, Berlin 1807.
- Handbuch für practische Rechtsgelehrte in den Preußischen Staaten, 4 Bände, 2. Auflage, Nauck, Berlin 1816–1817.
- Ueber deutsche Gesetzbücher und den Inquisitions-Prozeß, imgleichen über das öffentliche gerichtliche Verfahren und über die Geschwornengerichte, Schöne, Berlin 1818.
- Das vertheidigte Frankreich, oder Berichtigung des Kriegs- und Friedensrechts der Franzosen, Schöne, Berlin 1821.